# 高知都市圏
高知都市圏（こうちとしけん）は、高知県高知市を中心とする都市圏である。

## 定義
一般的な都市圏の定義については都市圏を参照のこと。

### 「10% 都市圏（通勤圏）」
2010年国勢調査の基準では高知市を中心都市とした5市3町1村で都市雇用圏を形成し、2015年の人口は519,390人である。
都市雇用圏（10% 通勤圏）の変遷
- 10% 通勤圏に入っていない自治体は、各統計年の欄で灰色かつ「-」で示す。

| 自治体 ('80) | 1980年                 | 1990年                 | 1995年                 | 2000年                 | 2005年                 | 2010年                 | 2015年                 | 自治体 （現在） |
| ------------ | ---------------------- | ---------------------- | ---------------------- | ---------------------- | ---------------------- | ---------------------- | ---------------------- | --------------- |
| 物部村       | -                      | -                      | -                      | -                      | -                      | 高知 都市圏 53万4981人 | 高知 都市圏 51万9390人 | 香美市          |
| 香北町       | -                      | 高知 都市圏 51万4916人 | 高知 都市圏 52万3945人 | 高知 都市圏 54万1339人 | 高知 都市圏 54万5185人 | 高知 都市圏 53万4981人 | 高知 都市圏 51万9390人 | 香美市          |
| 土佐山田町   | 高知 都市圏 49万0401人 | 高知 都市圏 51万4916人 | 高知 都市圏 52万3945人 | 高知 都市圏 54万1339人 | 高知 都市圏 54万5185人 | 高知 都市圏 53万4981人 | 高知 都市圏 51万9390人 | 香美市          |
| 高知市       | 高知 都市圏 49万0401人 | 高知 都市圏 51万4916人 | 高知 都市圏 52万3945人 | 高知 都市圏 54万1339人 | 高知 都市圏 54万5185人 | 高知 都市圏 53万4981人 | 高知 都市圏 51万9390人 | 高知市          |
| 春野町       | 高知 都市圏 49万0401人 | 高知 都市圏 51万4916人 | 高知 都市圏 52万3945人 | 高知 都市圏 54万1339人 | 高知 都市圏 54万5185人 | 高知 都市圏 53万4981人 | 高知 都市圏 51万9390人 | 高知市          |
| 土佐山村     | 高知 都市圏 49万0401人 | 高知 都市圏 51万4916人 | 高知 都市圏 52万3945人 | 高知 都市圏 54万1339人 | 高知 都市圏 54万5185人 | 高知 都市圏 53万4981人 | 高知 都市圏 51万9390人 | 高知市          |
| 鏡村         | 高知 都市圏 49万0401人 | 高知 都市圏 51万4916人 | 高知 都市圏 52万3945人 | 高知 都市圏 54万1339人 | 高知 都市圏 54万5185人 | 高知 都市圏 53万4981人 | 高知 都市圏 51万9390人 | 高知市          |
| 南国市       | 高知 都市圏 49万0401人 | 高知 都市圏 51万4916人 | 高知 都市圏 52万3945人 | 高知 都市圏 54万1339人 | 高知 都市圏 54万5185人 | 高知 都市圏 53万4981人 | 高知 都市圏 51万9390人 | 南国市          |
| 土佐市       | 高知 都市圏 49万0401人 | 高知 都市圏 51万4916人 | 高知 都市圏 52万3945人 | 高知 都市圏 54万1339人 | 高知 都市圏 54万5185人 | 高知 都市圏 53万4981人 | 高知 都市圏 51万9390人 | 土佐市          |
| 赤岡町       | 高知 都市圏 49万0401人 | 高知 都市圏 51万4916人 | 高知 都市圏 52万3945人 | 高知 都市圏 54万1339人 | 高知 都市圏 54万5185人 | 高知 都市圏 53万4981人 | 高知 都市圏 51万9390人 | 香南市          |
| 香我美町     | 高知 都市圏 49万0401人 | 高知 都市圏 51万4916人 | 高知 都市圏 52万3945人 | 高知 都市圏 54万1339人 | 高知 都市圏 54万5185人 | 高知 都市圏 53万4981人 | 高知 都市圏 51万9390人 | 香南市          |
| 野市町       | 高知 都市圏 49万0401人 | 高知 都市圏 51万4916人 | 高知 都市圏 52万3945人 | 高知 都市圏 54万1339人 | 高知 都市圏 54万5185人 | 高知 都市圏 53万4981人 | 高知 都市圏 51万9390人 | 香南市          |
| 夜須町       | 高知 都市圏 49万0401人 | 高知 都市圏 51万4916人 | 高知 都市圏 52万3945人 | 高知 都市圏 54万1339人 | 高知 都市圏 54万5185人 | 高知 都市圏 53万4981人 | 高知 都市圏 51万9390人 | 香南市          |
| 吉川村       | 高知 都市圏 49万0401人 | 高知 都市圏 51万4916人 | 高知 都市圏 52万3945人 | 高知 都市圏 54万1339人 | 高知 都市圏 54万5185人 | 高知 都市圏 53万4981人 | 高知 都市圏 51万9390人 | 香南市          |
| 佐川町       | 高知 都市圏 49万0401人 | 高知 都市圏 51万4916人 | 高知 都市圏 52万3945人 | 高知 都市圏 54万1339人 | 高知 都市圏 54万5185人 | 高知 都市圏 53万4981人 | 高知 都市圏 51万9390人 | 佐川町          |
| 日高村       | 高知 都市圏 49万0401人 | 高知 都市圏 51万4916人 | 高知 都市圏 52万3945人 | 高知 都市圏 54万1339人 | 高知 都市圏 54万5185人 | 高知 都市圏 53万4981人 | 高知 都市圏 51万9390人 | 日高村          |
| 伊野町       | 高知 都市圏 49万0401人 | 高知 都市圏 51万4916人 | 高知 都市圏 52万3945人 | 高知 都市圏 54万1339人 | 高知 都市圏 54万5185人 | 高知 都市圏 53万4981人 | 高知 都市圏 51万9390人 | いの町          |
| 吾北村       | -                      | -                      | -                      | -                      | 高知 都市圏 54万5185人 | 高知 都市圏 53万4981人 | 高知 都市圏 51万9390人 | いの町          |
| 本川村       | -                      | -                      | -                      | -                      | 高知 都市圏 54万5185人 | 高知 都市圏 53万4981人 | 高知 都市圏 51万9390人 | いの町          |
| 越知町       | -                      | -                      | -                      | 高知 都市圏            | -                      | 高知 都市圏 53万4981人 | 高知 都市圏 51万9390人 | 越知町          |

- 2004年10月1日：本川村・伊野町・吾北村が新設合併し、いの町となる。
- 2005年1月1日：鏡村・土佐山村を高知市に編入。
- 2006年3月1日：赤岡町・香我美町・野市町・夜須町・吉川村が新設合併し、香南市となる。
- 2006年3月20日：土佐山田町・香北町・物部村が新設合併し、香美市となる。
- 2008年1月1日：春野町を高知市に編入。

### 定住自立圏
高知市・南国市・香南市・香美市により高知中央広域定住自立圏が形成されたが、平成30年に解散した。その枠組みを継承・拡大する形で、高知市は安芸市から高岡郡津野町までの18市町村との連携中枢都市圏の協約締結を目指し、東端を安芸郡馬路村、西端を高岡郡檮原町とした21市町村で連携中枢都市圏としてのれんけいこうち広域都市圏を発足させた。県内の残り12市町村は、高知県独自の支援で都市圏に参加している。